# Nazionali europee di calcio a 5
Le nazionali di calcio a 5 europee sono le nazionali di calcio a 5 poste sotto l'egida della UEFA. Sebbene rispecchino quasi totalmente geograficamente la loro appartenenza all'Europa, non coincidono esattamente al continente inteso politicamente come tale. Partecipano, infatti, anche squadre di nazioni solo parzialmente in Europa, come la Turchia, o che hanno influenza nel calcio europeo o ne sono accomunati culturalmente, come Israele, Armenia, Azerbaigian, Kazakistan e Georgia.
Non esiste una nazionale del Regno Unito, giocando separatamente le quattro nazioni che ne fanno parte ed avendo ognuna una propria federazione iscritta alla UEFA: ci sono quindi Inghilterra, Scozia, Galles e Irlanda del Nord, attualmente però solo l'Inghilterra disputa partite ufficiali. Al contrario, Vaticano e Monaco sono due stati sovrani ma non hanno una federazione né tantomeno una propria nazionale di calcio a 5 a causa delle loro troppo esigue dimensioni.
Le nazionali europee partecipano alle qualificazioni ai mondiali di calcio a 5 e agli europei.

## Squadre
| - Albania - Andorra - Armenia - Azerbaigian - Belgio - Bielorussia - Bosnia ed Erzegovina - Bulgaria - Cipro - Croazia - Danimarca |  | - Estonia - Finlandia - Francia - Galles - Georgia - Germania - Grecia - Inghilterra - Irlanda - Islanda - Israele |  | - Italia - Kazakistan - Lettonia - Lituania - Macedonia del Nord - Malta - Moldavia - Montenegro - Norvegia - Paesi Bassi - Polonia |  | - Portogallo - Rep. Ceca - Romania - Russia - San Marino - Serbia - Slovacchia - Slovenia - Spagna - Svizzera - Turchia |  | - Ucraina - Ungheria |